# Hauly
Hauly je kamion, ki ga uporabljajo v rudniku za prevoz materiala in za prevoz obiskovalcev v rudniku Erzberg v Avstriji. Dolg je 11,5 m, širok 5,5 m in visok 4,5 m. Težak je 55 ton. Naenkrat lahko nanj naložijo 77 ton, tako da ima skupno obremenitev 132 ton. Hauly ima šest koles, pnevmatike imajo premer 2,6 m in so široke 70 cm. Poganja ga 124 taktni motor Cummins z 860 KM V Hauly. Na uro porabi približno 50 litrov goriva. Največja hitrost je 60 km/uro. Moč se prenaša preko avtomatskega menjalnika s šestimi terminskimi prestavami in eno za vzvratno vožnjo. Izdelujejo ga v Illionisu v ZDA. Vozi na zunanjem kopu rudnika Erzberg v Avstriji. Uporabljajo ga tudi za prevoz obiskovalcev rudnika. Naenkrat lahko pelje 64 potnikov in velja za največji taksi na svetu.